# Fiat 18-24 HP
Fiat 18-24 HP — легковой автомобиль, выпускавшийся компанией Fiat в 1908 году.

## История
В начале 1908 года компания Fiat на замену модели 16-20 HP начала выпуск автомобиля среднего класса — Fiat 18-24 HP. Автомобиль выпускался в трех размерах: стандартный, удлинённый и суперудлинённый.

## Устройство автомобиля
Автомобиль был оснащён четырёхцилиндровым двигателем, объёмом 4500 см. Коробка передач была четырёхскоростной, система зажигания работала от магнето. Максимальная скорость автомобиля составляла 60 — 70 км/ч.
Всего было выпущено 430 автомобилей.